# 楠恒男
楠 恒男（くすのき つねお、1947年6月14日 - ）は日本の実業家。英会話スクールジオスの代表取締役会長兼社長。徳島県出身。早稲田大学政治経済学部卒業。
イーオン代表取締役社長の安藝清（アンジェラ・アキの実父）は同じく徳島県出身でかつ徳島県立城南高等学校時代の同級生である。
また、父親である楠才之丈（1917-2003）は阿波おどり実行委員会初代委員長。德島市同和教育推進協議会元会長、徳島市議会元議員。

## 経歴
- 1973年 徳島県に英語教育の有限会社アンビックを設立。
- 1985年 徳島県ウエイトリフティング協会副会長（会長は父親の才之丈）就任[4]。
- 1989年 社名を株式会社ジオスに変更。本社を東京都に移転。